# Ranelagh (ort i Argentina)
Ranelagh är en ort i Argentina.   Den ligger i provinsen Buenos Aires, i den centrala delen av landet, 25 km sydost om huvudstaden Buenos Aires. Ranelagh ligger 23 meter över havet och antalet invånare är 15 262.
Terrängen runt Ranelagh är mycket platt. Runt Ranelagh är det mycket tätbefolkat, med 1 463 invånare per kvadratkilometer.. Närmaste större samhälle är Quilmes, 8,1 km nordväst om Ranelagh.
Runt Ranelagh är det i huvudsak tätbebyggt.